# Damernas parallellslalom i snowboard vid olympiska vinterspelen 2014
Damernas parallellslalom i snowboard vid olympiska vinterspelen 2014 hölls på Roza Chutor extrempark den 22 februari 2014. Tävlingen bestod av ett kval, en kvartsfinal, åttondelsfinal, semifinal och till sist final. Detta hölls under samma dag.
Detta var första gången som parallellslalom i snowboard arrangeras på ett olympiskt vinterspel. På IOK:s kongress i juli 2011 beslutades det att ytterligare tre grenar skulle ingå i programmet, däribland parallellslalom.

## Schema
Alla tider är i (UTC+4).
| Datum       | Tid   | Omgång         |
| ----------- | ----- | -------------- |
| 22 februari | 09:15 | Kval           |
| 22 februari | 13:15 | Åttondelsfinal |
| 22 februari | 14:03 | Kvartsfinal    |
| 22 februari | 14:30 | Semifinal      |
| 22 februari | 14:46 | Final          |